# 杉本隆洋
杉本 隆洋（すぎもと たかひろ、1957年 - ）は、日本の実業家、株式会社アズジェント代表取締役社長、一般財団法人インターネット協会理事。

## 人物・経歴
1957年、東京都生まれ。1980年3月、立教大学経済学部経営学科卒業。米国で5年間勉強し、外資の代表を経て、日本のベンチャー企業に入社し、株式会社アズジェントを創業。同社、代表取締役社長。一般財団法人インターネット協会理事。日本セキュリティ監査協会理事。立教大学大学院ビジネスデザイン研究科非常勤講師として「リスクアセスメント」を教える。

## 著書
- 『個人情報保護の運用と対策 経営者・管理者層の求める答えがある』オーム社（2005年03月）